# Список президентов Бразилии
До 1889 года Бразилия была монархией. В 1808 году португальский король Жуан VI, спасаясь от наполеоновских войн, перенёс свой двор в Рио-де-Жанейро, став, тем самым, первым европейским монархом, управлявшим метрополией из колонии. В 1821 году он вернулся в Португалию, назначив сына вице-королём, а в 1822 году его сын Педру I отказался подчиняться решению португальского парламента о роспуске вице-королевства и провозгласил независимость Бразилии. В 1831 году он отрёкся от престола в пользу своего сына Педру II. Последний был свергнут в 1890 году в результате военного переворота. С этого момента Бразилия стала президентской республикой. Ниже приведён список её президентов.

## Первая республика (1889—1930)
После провозглашения республики маршал Мануэл Деодору да Фонсека сформировал временное правительство. Через три года, в 1891 году, была принята конституция, составленная по образцу Конституции США. Деодору да Фонсека был избран президентом в Конгрессе согласно новой конституции. На пост президента могли баллотироваться только достаточно богатые кандидаты, и президенты по очереди происходили из двух штатов — Сан-Паулу и Минас-Жерайс.
В 1930 году, когда Бразилия находилась в тяжёлом экономическом положении в результате Великой депрессии в США, произошла революция, и Старая Республика перестала существовать. Президент Вашингтон Луис Перейра ди Соза, происходивший из Сан-Паулу, нарушил правило чередования штатов и поддержал нового кандидата, Жулиу Престиса, также из Сан-Паулу. Престис был избран, но так и не вступил в должность, так как Луис был смещён со своего поста за три недели до конца срока.
| №  | Портрет | Президент                                                                        | Начало срока   | Конец срока     | Вице-президент                                                     | Партия                                    | Примечания                                                                                    |
| -- | ------- | -------------------------------------------------------------------------------- | -------------- | --------------- | ------------------------------------------------------------------ | ----------------------------------------- | --------------------------------------------------------------------------------------------- |
| 1  |         | Мануэ́л Деодо́ру да Фонсе́ка Manuel Deodoro da Fonseca (1827—1892)                  | 15 ноября 1889 | 23 ноября 1891  | Флориа́ну Вие́йра Пейшо́ту                                            | Военные                                   | Официально стал президентом 26 февраля 1891 года; до этого возглавлял Временное правительство |
| 2  |         | Флориа́ну Вие́йра Пейшо́ту Floriano Vieira Peixoto (1839—1895)                      | 23 ноября 1891 | 15 ноября 1894  | никто                                                              | Военные                                   | Занял пост после отставки президента                                                          |
| 3  |         | Пруде́нти Жозе́ ди Мора́йс Ба́ррус Prudente José de Moraes Barros (1841—1902)        | 15 ноября 1894 | 15 ноября 1898  | Мануэ́л Витори́ну Пере́йра                                            | Республиканская партия штата Сан-Паулу    | С 10 ноября 1896 по 4 марта 1897 обязанности президента исполнял Мануэл Виторину              |
| 4  |         | Мануэ́л Ферра́с ди Ка́мпус Са́лис Manuel Ferraz de Campos Sales (1841—1913)          | 15 ноября 1898 | 15 ноября 1902  | Франси́ску ди А́ссис Ро́за-и-Си́лва                                    | Республиканская партия штата Сан-Паулу    |                                                                                               |
| 5  |         | Франси́ску ди Па́ула Родри́гис А́лвис Francisco de Paula Rodrigues Alves (1848—1919) | 15 ноября 1902 | 15 ноября 1906  | Франси́ску Силвиа́ну ди Алме́йда Бранда́н, Афо́нсу Аугу́сту Море́йра Пе́на | Республиканская партия штата Сан-Паулу    |                                                                                               |
| 6  |         | Афо́нсу Аугу́сту Море́йра Пе́на Afonso Augusto Moreira Pena (1847—1909)              | 15 ноября 1906 | 14 июня 1909    | Ни́лу Проко́пиу Песа́нья                                              | Республиканская партия штата Минас-Жерайс | Умер на посту президента                                                                      |
| 7  |         | Ни́лу Проко́пиу Песа́нья Nilo Procópio Peçanha (1867—1924)                          | 14 июня 1909   | 15 ноября 1910  | никто                                                              | Республиканская партия Нитерой            |                                                                                               |
| 8  |         | Э́рмес Родри́гис да Фонсе́ка Hermes Rodrigues da Fonseca (1855—1923)                | 15 ноября 1910 | 15 ноября 1914  | Венсесла́у Брас Пере́йра Го́мис                                       | Военные                                   |                                                                                               |
| 9  |         | Венсесла́у Брас Пере́йра Го́мис Venceslau Brás Pereira Gomes (1868—1966)            | 15 ноября 1914 | 15 ноября 1918  | Урба́ну Са́нтус да Ко́ста Ара́ужу                                      | Республиканская партия штата Минас-Жерайс |                                                                                               |
| _  |         | Франси́ску ди Па́ула Родри́гис А́лвис Francisco de Paula Rodrigues Alves (1848—1919) | —              | —               | Делфи́н Море́йра да Ко́ста Рибе́йру                                    | Республиканская партия штата Сан-Паулу    | Из-за болезни не вступил в должность                                                          |
| 10 |         | Делфи́н Море́йра да Ко́ста Рибе́йру Delfim Moreira da Costa Ribeiro (1868—1920)      | 15 ноября 1918 | 28 июля 1919    | никто                                                              | Республиканская партия штата Минас-Жерайс | Созвал новые выборы в соответствии с конституцией                                             |
| 11 |         | Эпита́сиу Линдо́лфу да Си́лва Песо́а Epitácio Lindolfo da Silva Pessoa (1865—1942)   | 28 июля 1919   | 15 ноября 1922  | Делфи́н Море́йра да Ко́ста Рибе́йру, Франси́ску Алва́ру Буэ́ну ди Па́йва   | Республиканская партия штата Минас-Жерайс |                                                                                               |
| 12 |         | Арту́р да Си́лва Берна́рдис Artur da Silva Bernardes (1875—1955)                    | 15 ноября 1922 | 15 ноября 1926  | Эста́сиу ди Албуке́рки Кои́мбра                                       | Республиканская партия штата Минас-Жерайс |                                                                                               |
| 13 |         | Ва́шингтон Луи́с Пере́йра ди Со́за Washington Luís Pereira de Sousa (1869—1957)      | 15 ноября 1926 | 24 октября 1930 | Ферна́нду ди Ме́лу Виа́на                                             | Республиканская партия штата Сан-Паулу    | Свергнут с поста президента                                                                   |
| _  |         | Жу́лиу Пре́стис ди Албуке́рки Júlio Prestes de Albuquerque (1882—1946)              | —              | —               | Ви́тал Энри́ке Бати́ста Суа́рис                                        | Республиканская партия штата Сан-Паулу    | Был избран, но не вступил в должность из-за переворота                                        |

## Эра Варгаса (1930—1945)
| №  | Портрет | Президент                                                       | Начало срока    | Конец срока     | Вице-президент | Партия       | Примечания                  |
| -- | ------- | --------------------------------------------------------------- | --------------- | --------------- | -------------- | ------------ | --------------------------- |
| _  |         | Аугу́сту Та́су Фраго́зу Augusto Tasso Fragoso (1869—1945)          | 24 октября 1930 | 3 ноября 1930   | никто          | Военные      | Военная хунта               |
| _  |         | Жуа́н ди Де́ус Ме́на Барре́ту João de Deus Mena Barreto (1874—1933) | 24 октября 1930 | 3 ноября 1930   | никто          | Военные      | Военная хунта               |
| _  |         | Жозе́ Иса́йас ди Норо́нья José Isaías de Noronha (1874—1963)       | 24 октября 1930 | 3 ноября 1930   | никто          | Военные      | Военная хунта               |
| 14 |         | Жету́лиу Дорне́лис Ва́ргас Getúlio Dornelles Vargas (1882—1954)    | 3 ноября 1930   | 29 октября 1945 | Пост отменён   | Беспартийный | Свергнут с поста президента |
| 15 |         | Жозе́ Линья́рис José Linhares (1886—1957)                         | 29 октября 1945 | 31 января 1946  | никто          | Беспартийный | Переходный период           |

## Четвёртая республика (1946–1964)
В 1945 году Варгас был свергнут в результате военного переворота, но впоследствии был снова избран президентом. Во время этой так называемой второй республики политика определялась соперничеством трёх партий: левой Бразильской рабочей партией и правоцентристской социал-демократической, поддерживавших Варгаса, а также правый Национально-демократический союз, находящийся к нему в оппозиции. Вторая республика была политически нестабильна, после самоубийства Варгаса в 1954 году большинство президентов оставались у власти лишь на короткие сроки. Голосование за президента и вице-президента проводилось раздельно. Последний из президентов этой республики, Жуан Гуларт, был свергнут в результате военного переворота, после чего в Бразилии на длительный период была установлена военная диктатура.
| №  | Портрет | Президент                                                                     | Начало срока    | Конец срока     | Вице-президент                   | Партия                                 | Примечания                                                                              |
| -- | ------- | ----------------------------------------------------------------------------- | --------------- | --------------- | -------------------------------- | -------------------------------------- | --------------------------------------------------------------------------------------- |
| 16 |         | Эури́ку Гаспа́р Ду́тра Eurico Gaspar Dutra (1883—1974)                           | 31 января 1946  | 31 января 1951  | Нере́у ди Оливе́йра Ра́мус          | Военные/ Социал-демократическая партия |                                                                                         |
| 17 |         | Жету́лиу Дорне́лис Ва́ргас Getúlio Dornelles Vargas (1882—1954)                  | 31 января 1951  | 24 августа 1954 | Жу́ан Ферна́ндис Ка́мпус Кафе́ Фи́лью | Бразильская рабочая партия             | Покончил с собой, находясь на посту президента                                          |
| 18 |         | Жу́ан Ферна́ндис Ка́мпус Кафе́ Фи́лью João Fernandes Campos Café Filho (1899—1970) | 24 августа 1954 | 8 ноября 1955   | никто                            | Бразильская рабочая партия             | Ушёл в отставку по болезни                                                              |
| 19 |         | Ка́рлус Кои́мбра да Лу́с Carlos Coimbra da Luz (1894—1961)                       | 8 ноября 1955   | 11 ноября 1955  | никто                            | Социал-демократическая партия          | 3 дня исполнял обязанности президента как Председатель палаты депутатов, смещён с поста |
| 20 |         | Нере́у ди Оливе́йра Ра́мус Nereu de Oliveira Ramos (1888—1958)                   | 11 ноября 1955  | 31 января 1956  | никто                            | Социал-демократическая партия          | Сменил Карлуса Луса на посту президента как вице-председатель Федерального сената       |
| 21 |         | Жусели́ну Куби́чек ди Оливе́йра Juscelino Kubitschek de Oliveira (1902—1976)     | 31 января 1956  | 31 января 1961  | Жу́ан Бельши́ор Ма́ркис Гула́рт      | Социал-демократическая партия          |                                                                                         |
| 22 |         | Жа́ниу да Си́лва Куа́друс Jânio da Silva Quadros (1917—1992)                     | 31 января 1961  | 25 августа 1961 | Жу́ан Бельши́ор Ма́ркис Гула́рт      | Беспартийный                           | Ушёл в отставку                                                                         |
| 23 |         | Паскуа́л Ранье́ри Мадзи́лли Pascoal Ranieri Mazzilli (1910—1975)                 | 25 августа 1961 | 7 сентября 1961 | никто                            | Социал-демократическая партия          | Исполнял обязанности до возвращения вице-президента, бывшего в дипломатической поездке  |
| 24 |         | Жу́ан Бельши́ор Ма́ркис Гула́рт João Belchior Marques Goulart (1910—1976)         | 7 сентября 1961 | 1 апреля 1964   | никто                            | Бразильская рабочая партия             | Свергнут в результате военного переворота                                               |

## Военная диктатура (1964—1985)
| №  | Портрет | Президент                                                                            | Начало срока    | Конец срока     | Вице-президент                      | Партия                                     | Примечания                                      |
| -- | ------- | ------------------------------------------------------------------------------------ | --------------- | --------------- | ----------------------------------- | ------------------------------------------ | ----------------------------------------------- |
| 25 |         | Паскуа́л Ранье́ри Мадзи́лли Pascoal Ranieri Mazzilli (1910—1975)                        | 2 апреля 1964   | 15 апреля 1964  | никто                               | Социал-демократическая партия              | Временно исполнял обязанности главы государства |
| 26 |         | Умбе́рту ди Аленка́р Касте́лу Бра́нку Humberto de Alencar Castello Branco (1900—1967)    | 15 апреля 1964  | 15 марта 1967   | Жозе́ Мари́я А́лкмин                   | Военные                                    | Смещён с поста президента                       |
| 27 |         | Арту́р да Ко́ста-и-Си́лва Artur da Costa e Silva (1902—1969)                            | 15 марта 1967   | 31 августа 1969 | Пе́дру Але́йшу                        | Военные                                    | Смещён с поста президента                       |
| _  |         | Аугу́сту Ха́ман Радема́кер Грю́невальд Augusto Hamann Rademaker Grünewald (1905—1985)    | 31 августа 1969 | 30 октября 1969 | никто                               | Военные                                    | Военная хунта                                   |
| _  |         | Ауре́лиу ди Ли́ра Тава́рис Aurélio de Lira Tavares (1905—1998)                          | 31 августа 1969 | 30 октября 1969 | никто                               | Военные                                    | Военная хунта                                   |
| _  |         | Ма́рсиу ди Со́за и Ме́лу Márcio de Sousa e Melo (1906—1991)                             | 31 августа 1969 | 30 октября 1969 | никто                               | Военные                                    | Военная хунта                                   |
| 28 |         | Эми́лиу Гаррастазу́ Ме́диси Emílio Garrastazu Médici (1905—1985)                        | 30 октября 1969 | 15 марта 1974   | Аугу́сту Ха́ман Радема́кер Грю́невальд  | Военные / Альянс Национального Возрождения |                                                 |
| 29 |         | Эрне́сту Бе́кман Га́йзел Ernesto Beckmann Geisel (1907—1996)                            | 15 марта 1974   | 15 марта 1979   | Адалбе́рту Пере́йра дус Са́нтус        | Военные / Альянс Национального Возрождения |                                                 |
| 30 |         | Жуа́н Бапти́ста ди Оливе́йра Фигейре́ду João Baptista de Oliveira Figueiredo (1918—1999) | 15 марта 1979   | 15 марта 1985   | Анто́ниу Аурелиа́ну Ша́вис ди Мендо́нса | Военные / Альянс Национального Возрождения |                                                 |

## Шестая республика (1985 – настоящее время)

Президентский штандарт Бразилии

В конце 1980-х годов начался процесс постепенного перехода к гражданскому правлению. В 1985 году, когда закончился срок последнего военного президента, Танкреду Невис был избран на пост президента Комиссией Выборщиков, но умер до вступления в должность. Первым гражданским президентом с 1985 года стал Жозе Сарней. В 1988 году была принята новая конституция, по которой президента начали избирать всенародным голосованием. С 1995 года разрешается избрание президента на второй срок.
| №  | Портрет | Президент                                                                                          | Начало срока   | Конец срока    | Вице-президент                              | Партия                                        | Примечания                                                  |
| -- | ------- | -------------------------------------------------------------------------------------------------- | -------------- | -------------- | ------------------------------------------- | --------------------------------------------- | ----------------------------------------------------------- |
| _  |         | Танкре́ду ди Алме́йда Не́вис Tancredo de Almeida Neves (1910—1985)                                    | —              | —              | Жозе́ Рибама́р Фере́йра ди Ара́ужу Ко́ста Сарне́й | Партия бразильского демократического движения | Умер до инаугурации                                         |
| 31 |         | Жозе́ Рибама́р Фере́йра ди Ара́ужу Ко́ста Сарне́й José Ribamar Ferreira de Araújo Costa Sarney (р. 1930) | 15 марта 1985  | 15 марта 1990  | никто                                       | Партия бразильского демократического движения |                                                             |
| 32 |         | Ферна́нду Афо́нсу Ко́лор ди Ме́лу Fernando Affonso Collor de Mello (р. 1949)                           | 15 марта 1990  | 2 октября 1992 | Итама́р Аугу́сту Каутиэ́ру Фра́нку              | Партия национальной реконструкции             | Ушёл в отставку перед угрозой импичмента                    |
| 33 |         | Итама́р Аугу́сту Каутиэ́ру Фра́нку Itamar Augusto Cautiero Franco (1930—2011)                          | 2 октября 1992 | 1 января 1995  | никто                                       | Беспартийный                                  |                                                             |
| 34 |         | Ферна́нду Энри́ке Кардо́зу Fernando Henrique Cardoso (р. 1931)                                        | 1 января 1995  | 1 января 2003  | Ма́рку Анто́ниу ди Оливе́йра Ма́сиэл            | Бразильская социал-демократическая партия     |                                                             |
| 35 |         | Луи́с Ина́сиу Лу́ла да Си́лва Luiz Inácio Lula da Silva (р. 1945)                                      | 1 января 2003  | 1 января 2011  | Жозе́ Аленка́р Го́мис да Си́лва                 | Партия трудящихся                             |                                                             |
| 36 |         | Ди́лма Ва́на Русе́ф Dilma Vana Rousseff (р. 1947)                                                     | 1 января 2011  | 12 мая 2016    | Мише́л Миге́л Э́лиас Те́мер Лу́лиа               | Партия трудящихся                             | Отстранена от должности в результате импичмента 12 мая 2016 |
| 37 |         | Мише́л Миге́л Э́лиас Те́мер Лу́лиа Michel Miguel Elias Temer Lulia (р. 1940)                            | 12 мая 2016    | 1 января 2019  | никто                                       | Партия бразильского демократического движения | И.о. президента с 12 мая по 31 августа 2016                 |
| 38 |         | Жаи́р Месси́ас Болсона́ру Jair Messias Bolsonaro (р. 1955)                                            | 1 января 2019  | 1 января 2023  | Амилтон Моуран                              | Социал-либеральная партия                     |                                                             |
| 39 |         | Луи́с Ина́сиу Лу́ла да Си́лва Luiz Inácio Lula da Silva (р. 1945)                                      | 1 января 2023  | действующий    | Жералду Алкмин                              | Партия трудящихся                             |                                                             |